# 98式反坦克火箭筒
PF-98式120毫米反坦克火箭筒（英語：PF-98，以下简称为PF-98）是一款由中国北方工业公司為了中国人民解放军（以下简称为解放軍）所研製和生产的120毫米口徑反坦克火箭筒系統。該火箭筒預計將會把舊式的78式（以下简称为78式）和65式无后座力炮一起取代。该反坦克火箭在解放军中被称“连营二代”，另外其外贸型绰号为“女王蜂”。发射专用的120毫米火箭弹。

## 歷史
随着装甲防护技术的发展，世界上各种先进的主战坦克不断涌现，其火力、机动性和防护能力日趋增强，尤其是反应装甲的出现，使各种轻型反坦克武器无能为力。早在1990年代，解放军就已经开始寻找可以取代旧式的78式无后座力炮的武器。最旧式的还可以追溯到1950年代的装备，当然那些装备已经完全暴露它们的落后程度。为进一步加强步兵分队的反装甲、攻坚和遂行多样化战斗的能力，中国在该年代开始立项研制新型反坦克武器——120毫米反坦克火箭筒。
1998年，120毫米反坦克火箭筒正式定型，被命名为PF-98式120毫米反坦克火箭筒，分为营用型和连用型两款。该型反坦克火箭于1999年正式装备部队；同年12月20日，营用型就在解放军驻澳门部队軍營开放日当天的装备中公开亮相；2000年，一些特種部隊开始接收到这种武器；同年8月1日，在驻港部队武器展示会上亮相，成为中国轻武器的“明星”之一。该武器的研制成功，标志着中国轻型反坦克火箭进入世界同类武器先进行列。
由于其120毫米专用高爆多用途火箭弹和高爆反战车火箭弹、准确的瞄準具和出色的外型及复合材料设计，使得它有准确的命中率和极为轻微的後座力。PF-98可以使用连用型和营用型两种的三腳架或单兵在肩上发射。
PF-98投入部队使用后，以其先进的性能、灵活的操作、较高的精度深受广大官兵的欢迎，但是在使用过程中也暴露出简易火控系统操作复杂、功能不够完善等缺点。针对暴露的问题，中国军工技术人员对PF-98进行了十余次改进，改进的重点是简易火控功能的完善以及系统的整体减重，于2006年正式定型了PF-98A式120毫米反坦克火箭筒，并交付给解放军部队使用。

## 設計細節
PF-98分为营用型和连用型两款，俗称“连营二代”。营用型和连用型的主要区别是：营用型火箭筒配备大型三脚架及简易火控系统，以三脚架射击为主，用以取代78式无后座力炮；连用型火箭筒配备小型三脚架及光学瞄准镜，可架设于地面射击，但主要采取肩射方式，用以取代69式火箭筒。营用型和连用型均配备有微光瞄准镜，以供夜间实施射击。此外，营用型和连用型使用的弹药相同，均配备有高爆反战车火箭弹、多用途火箭弹、云爆火箭弹和攻坚火箭弹。PF-98是以1～2名士兵作手动操作的。
PF-98在性能和构造上与78式无后座力炮和69式火箭筒相比均有巨大变化。中国军工技术人员在设计和研制PF-98的过程中采用了诸多新技术。例如，发射筒采用自行研制的金属与非金属复合材料，以减轻武器的质量；在中国国内轻型反坦克武器上首次采用火控系统，以提高武器的有效射程和反应速度；采用串联战斗部，以应对披挂反应装甲的主战坦克等等。另外，由于对武器系统技术提出更高要求，当时中国国内一些关键的材料、器件没有现成产品可供使用以下，亦随着武器系统而同步进行研制。该武器系统与中国国内同类武器相比，在诸多方面开创了新篇章，也为后继型PF-98A的研制成功奠定了基础，可说是120毫米反坦克火箭家族的技术开路先锋。
PF-98无论营用型还是连用型，其基本结构均可分为发射筒、三脚架、瞄准装置和附件四大部分。

### 发射筒
PF-98的发射筒也被称为前筒（相对于承装火箭弹的后筒而言），筒身质量10公斤（22.05磅）。营用型和连用型配用的发射筒结构除了局部设计上有所差别以外，其他基本相同。
营用型的发射筒主要是由筒身以及固定于筒身上的前护罩、后护罩、提把、闭锁装置、前击发机、后击发机、导电塞、高低机连接座、瞄准装置固定器、耳轴、象限仪座等组成。
而连用型因以肩射为主，必要时配装不带有高低、方向调节机构的小型三脚架，故其筒身取消了后击发机、象限仪座等零部件。

### 三脚架
PF-98亦有连用型和营用型两种的三腳架，以便在较低的发射阵地支撑其正常使用。营用型配用的大型三脚架上设有高低和方向调整机构，能够进行高低和方向瞄准。营用型版本的三脚架的最大射击仰角是30°〜-6°，而最大转动角度则是360°；连用型的小型三脚架上则取消了高低和方向调整机构。

### 瞄准装置
瞄准装置是PF-98的核心部件之一，主要用于装定射击诸元，对目标实施瞄准。营用型火箭的瞄准装置包括简易火控系统及微光瞄准镜，连用型火箭的瞄准装置包括白光瞄准镜及微光瞄准镜。

### 附件
PF-98的附件包括背具、辅具、测风仪、象限仪、防护背心、耳塞、校靶器材、测距杆、检测器、电源及充电机、随用工具等。

## 炮彈
目前PF-98可以配用的四种不同的火箭弹，分別是高爆反战车火箭弹、多用途火箭弹、云爆火箭弹和来自PF-98A的攻坚火箭弹。

### 高爆反战车火箭弹
高爆反战车火箭弹（英語：High Explosive Anti Tank，简称：HEAT；又称：破甲火箭弹）的内部采用了串聯式彈頭和电子延时机电引信。这种火箭弹可以一击贯穿目前主战坦克的爆炸反應裝甲（英語：Explosive Reactive Armour），并能够在800公尺（874.89码）的最大射程内有效地贯穿深度约800毫米（31.5英吋，在90°着角時）的敌主战坦克、装甲车辆、自行火炮及掩蔽工事等目标装甲，其主要特点是彈頭貫穿力非常強大，命中精度高。

### 多用途火箭弹
多用途火箭弹具有破甲、杀伤和纵火功能，主要用于摧毁敌方步兵战车、轻型装甲车、火器，杀伤暴露的有生力量，也可破坏轻型野战工事及坑道。多用途火箭弹可以一击约400毫米（15.75英吋）的装甲。其最大射程为1,800〜2,000公尺（1,968.5～2,187.23码）。

### 云爆火箭弹
云爆火箭弹（FAE）主要用于毁伤地面和半地下野战工事、观察所和普通建筑，杀伤工事和构筑物内的有生力量，也可毁伤油库、弹药库、营房、各种车辆、指挥所、炮兵阵地、通信枢纽等目标。

### 攻坚火箭弹
请参见98A式反坦克火箭筒的「攻坚火箭弹」。

## 缺失
98式反坦克火箭筒存在的突出問題是：
- 发射後燄區域過大

98式高爆反戰車火箭彈作为一种高初速的反戰車火箭彈，发射装药多，发射噪音大，後燄區域大，可能會對鄰近友軍甚至使用者造成嚴重的燒傷和壓力傷，发射时火箭筒正后方100米、左右各70°有後燄區，阵地选择必须避开人员、障碍、易燃物。发射筒后方10米，左右各40°范围为後燄區，要特别注意不得有人员、障碍、易燃物。如此大的後燄區域，让98式反坦克火箭筒在选择阵地时非常困难，特别在城市作戰環境、登陆滩头等封閉地區中問題更嚴重。
- 作战机动性差

98式火箭筒全系统太重，发射筒将近10千克，4发破甲弹重量就超过25千克，采用“一射手配备两弹药手”的编制。整个系统机动能力差劣，发射小组编制大，导致作战方式不灵活。
98式的高爆反戰車火箭彈用的是单锥药形罩装药结构技术，破甲深度为6.67倍口径；89式火箭筒破甲弹采用双锥药形罩技术，破甲深度却是7.85倍口径，98式明显是技术退步。98式口径加大了50％，发射全重加大了约332％，破甲深度却只提高了27％。但仍然无法击穿M1A2「艾布蘭」等第三代先进坦克正面装甲，800毫米破甲威力对付第二代坦克遊刃有餘。而89式火箭筒可以配备到单兵，灵活轻便，628毫米破甲威力对付第二代坦克同样遊刃有餘。对于M1A2等第三代坦克，98式火箭筒机动性较差。
同样都是重型火箭筒，中国98式和瑞典AT-12T火箭筒口径相同，重量多出至少14％（2千克），破甲能力只有后者的84％。中国98式是一种多次使用的重型火箭筒，发射以后携带超过10千克的发射管转移，自然安全性不比一次性使用的AT-12T。多用途火箭彈400毫米／55°的破甲能力也过高。

## 衍生型
98A式反坦克火箭筒（英語：PF-98A）是PF-98的現代化改進型。

## 使用國
| 國家           | 組織名稱         |
| -------------- | ---------------- |
|                | _                |
| 中华人民共和国 | 中国人民解放军   |
| 印度尼西亞     | _                |
| 辛巴威         | 津巴布韋武裝部隊 |

## 流行文化

### 電子遊戲
- 2005年—《真實計劃》：由中國人民解放軍重型反裝甲兵所使用。
- 2011年—《光荣使命》

## 資料來源
1. ↑  .   [2011-09-17]. （原始内容存档于2012-03-14）.

## 外部連結
- （英文）—Sinodefence.com—PF98 120mm Anti-Tank Rocket Launcher
- （英文）—Chinese Defence Today—Type 98 (PF98) 120mm Anti-Tank Rocket
- （英文）—Chinese Infantry Heavy Weapon & Small Arms | China Defense Mashup
- （英文）—The Firearm Blog—
  - A Guide To Chinese Infantry Support Weapons (Guest Post)（页面存档备份，存于）
  - Chinese Reality TV Show Featuring Celebs with Guns（页面存档备份，存于）
- （日語）—日本周辺国の軍事兵器（页面存档备份，存于）
- （简体中文）—D Boy Gun World（槍炮世界）—PF98火箭筒（页面存档备份，存于）
- （简体中文）—华夏经纬网—中国PF-98型火箭筒（页面存档备份，存于）
- （简体中文）—网易新闻中心—无奈的选择—中国陆军PF98式重型火箭筒（页面存档备份，存于）
- （繁體中文）—文匯資訊—美刊關注中國「單兵大炮」:要PF-98不要導彈